# Campeonato Guamês de Futebol
A Guam Men's Soccer League é a divisão principal do futebol nacional de Guam.

## Clubes de 2019–20
- Nota: O Campeonato Guamês de 2019–20 foi suspenso devido à pandemia de COVID-19.

| Equipe                 | Cidade   | Estádio (Mando)                | Capacidade |
| ---------------------- | -------- | ------------------------------ | ---------- |
| Bank of Guam Strykers  | Hagåtña  | Leo Palace Stadium             | 1 000      |
| Guam Shipyard          | Hagåtña  | Guam National Football Stadium | 1 000      |
| Islanders              |          |                                |            |
| LOA Heat               |          |                                |            |
| Manhoben Lalahi Sub-19 | Hagåtña  | Guam National Football Stadium | 1 000      |
| NAPA Rovers            | Dededo   | GFA National Training Center   | 5 000      |
| Quality Distributors   | Hagåtña  | Guam National Football Stadium | 1 000      |
| Sidekicks              |          |                                |            |
| UOG Tritons            | Mangilao |                                |            |

## Campeões
| - 1990: University of Guam - 1991: University of Guam - 1992: University of Guam - 1993: University of Guam - 1994: Tumon SC - 1995: G-Force - 1996: G-Force - 1997: Tumon SC - 1998: Anderson SC - 1999: Coors Light Silver Bullets - 2000: Coors Light Silver Bullets - 2001: Staywell Zoom - 2002: Guam Shipyard - 2003: Guam Shipyard - 2004: Guam U-18 |  | - 2005: Guam Shipyard - 2006: Guam Shipyard - 2007: Quality Distributors - 2007/2008: Quality Distributors - 2008/2009: Quality Distributors - 2009/2010: Quality Distributors - 2010/2011: Cars Plus - 2011/2012: Quality Distributors - 2012/2013: Quality Distributors - 2013/2014: Rovers FC - 2014/2015: Rovers FC - 2015/2016: Rovers FC - 2016/2017: Rovers FC - 2017/2018: Rovers FC - 2018/2019: Rovers FC - 2019/2020: suspenso |

### Números de títulos por clubes
| Ranking | Clube                | Nº de Títulos | Ano (s) de Título(s)                                 |
| 1       | Guam Shipyard        | 9             | 1995, 1996, 1999, 2000, 2001, 2002, 2003, 2005, 2006 |
| 2       | Quality Distributors | 6             | 2007, 2008, 2009, 2010, 2012, 2013                   |
| 3       | Rovers FC            | 6             | 2014, 2015, 2016, 2017, 2018, 2019                   |
| 4       | University of Guam   | 4             | 1990, 1991, 1992, 1993                               |
| 5       | Tumon SC             | 2             | 1994, 1997                                           |
| 6       | Anderson SC          | 1             | 1998                                                 |
| 7       | Guam U-18            | 1             | 2004                                                 |
| 8       | Cars Plus            | 1             | 2011                                                 |